# Hörersdorf
Hörersdorf ist ein Ort in der gleichnamigen Katastralgemeinde mit 446 Einwohnern und seit 1972 bei der Stadtgemeinde Mistelbach an der Zaya in Niederösterreich. Die Gesamtfläche von Hörersdorf, das auf einer Seehöhe von 269 Metern liegt, beträgt 1.020 ha, wovon 10,42 ha verbautes Gebiet sind. Bis Ende 1971 war Hörersdorf eine eigenständige Gemeinde.
Früher war Hörersdorf ein Bauerndorf, von dem aber nur mehr zwei Vollerwerbsbetriebe übrigblieben sind (Stand 2017). Auch der Weinbau, besonders Rotwein, wurde früher sehr stark betrieben. Aber auch diese Tätigkeit ist in den letzten Jahrzehnten sehr stark zurückgegangen und spielt mittlerweile nur noch eine untergeordnete Rolle. Die Weinbaufläche beträgt lediglich noch circa 3 Hektar und der Weinbau wird großteils nur noch für den Eigenbedarf betrieben. Geblieben sind allerdings noch die vielen Weinkeller. Allein im Hintausbereich (in der Oberen und Unteren Kellergasse) findet man noch 72 relativ gut erhaltene Presshäuser mit ihren Kellerröhren, die zumeist in den Jahren 1680 bis etwa 1800 gegraben worden sind.

## Geschichte
Wie bei vielen anderen Siedlungen des Weinviertels sind die mittelalterlichen Anfänge nicht bei einer Plansiedlung, sondern bei einem Hof zu suchen. Der edelfreie Hofgründer Herolt aus dem Gefolge der Grafen von Formbach-Raldberg hatte sich ungefähr 1060–1075 bei seiner Villikation (curia villicalis) auf dem heutigen Standort Hörersdorf Nr. 9–12 den besten breiten Ackerstreifen (etwa Nr. 10 bis zum See) hinter dem Haus ausgesucht. Als Berthold aus der Mühlbacher Sippe sein Erbe antrat, wurde ein Teilhof nordwärts abgeteilt. Diese Nr. 28 (später „Truchsesshof“) kam lange danach in den Besitz des Stiftes Herzogenburg und gelangte nach 1300 unter die Herrschaft Staatz. Berthold und seine drei Söhne verkauften über Vermittlung ihres vornehmen Verwandten, dem Kanoniker Opold, im Jahre 1114 für 20 Mark die Villikation zu Hörersdorf an das Stift Klosterneuburg. Offenbar übernahm die Mühlbacher Sippe, die bis 1180 in Hörersdorf nachzuweisen ist, lehenweise den Besitz. Es ist möglich, aber archäologisch bis heute nicht untersucht, dass in dieser Zeit die Mühlbacher am Südrand der Gemarkung (in der Flur „Purgstall“) einen kleinen festen Sitz errichten ließen, der dann wieder abkam. Im Ort selbst siedelten sie in diesen Jahrzehnten Bauern zunächst bei Nr. 4/5, 14/15, 10, 9 und 13 an, die ihre Hufenstreifen zugeteilt bekamen. Der Herrenhof, seit etwa 1180 ein Amtshof unter Klosterneuburg, hatte seine Ackergründe zusätzlich jeweils am Ortsausgang in der oberen und unteren „Praiten“. Die Bauernlehen wurden teils von Abspaltungen im anfänglichen Ackerstreifen, teils aber auch im oberen Grund am Pürsting und im Niedergrund am Rendlsteig versorgt.
Durch die massive Zusiedlung von Bauernstellen wurde nach 1200 die Seelsorgefrage wichtig. Dabei blieb bei der unvollständigen Besiedlung östlich des Baches 1160–1210 der Durchblick auf die Kirche St. Oswald auf halbem Berghang gegenüber dem Hof erhalten. Bei der zweiten Hälfte der Bauernlehen waren die besten Ackergründe bereits vergeben. Nun begann man am Kirchfeld und „über den Schluchten“ Ackergelände urbar zu machen. Und oberhalb vom Kirchfeld wurden vom Amtmann in „Altenbergen“ Weingärten eingerichtet. Nach 1240 lagen einige Lehen brach, die Häuser waren vorübergehend unbesiedelt, schon nach 1218 hatte die Herrschaft wegen der Zeitumstände Abgaben nachgelassen. Andere Anzeichen vermitteln einen gewissen Bevölkerungsdruck, der wiederholt zu „Gemeinerschaften“ (2 Bauern auf einem Gut) führte. Nach dem Urbar 1258 gab es 44 bewohnte Dorfhäuser, wobei auch 14 kleine Hofstätten (Nord- und Südrand) mitgezählt sind. In der ursprünglichen Viehweide am „Kühberg“ (NO) hatten die Hörersdorfer um 1200 eine zusätzliche Weingartenflur eröffnet. Die Viehdrift für Schafe und Ziegen ging nun zum hochgelegenen „Gaisstall“. In der Hexenau zählte man 24 Krautgärten. Obwohl also eine starke Erweiterung der Flur feststellbar ist, gab es im Umland noch viel Wald. Der „See“ gehörte zum Amtshof und Nr. 28. Inzwischen war auch ein Pfarrhof (curia plebani) eingerichtet worden, der ca. 1265 das Lehen Nr. 38/39 als dienstbares Gut erhielt. Erst im 14. Jh. hat der Pfarrer stattdessen ein anderes Gut bekommen.
Seit dem Interregnum hatte der Klosterneuburger Amtmann Ulrich Helt großen Einfluss. Er und seine Nachkommen haben in der Folge bei der Aufsplitterung der Dorflehen eine große Rolle gespielt. Die Villikation wurde mehr und mehr aufgeteilt, Lehen in Halblehen verändert. 1303 gab es bereits 69 Häuser und es dienten 18 Ganzlehen und 25 Halblehen nach Klosterneuburg, 1360 sind 57 Häuser bewohnt. In dieser Krisenzeit des Spätmittelalters bildeten sich neue Gemeinerschaften. Zum Siedlungsverlust kamen bald auch Verödungen in der Flur. Neben dem Amtmann amtierte jetzt auch ein Dorfrichter. Nach einer Stiftung an die Pfarre Hörersdorf 1388 entwickelte sich eine kleine Pfarrherrschaft. Weitere Stiftungen motivierten zum gotischen Umbau der Kirche.
Die folgenden Jahrzehnte waren eine instabile Zeit (Siedlungsverlust von fünf Lehen), manche Lehen verschwanden für wenige Generationen, um im 15. Jh. wieder neu eingerichtet zu werden. Seit den Hussitenkriegen um 1420 galt Staatz als „Fluchtort“, soweit es feststellbar ist, hatten diese Kriege in Hörersdorf aber kaum Auswirkungen. In dieser Epoche werden schon durchwegs Familiennamen genannt: Der in der Gegend geläufige Name „Necham/Neckam“ geht auf „Ull (Nechoem) gener Freinhonis“ 1303 zurück. In der zweiten Hälfte des 15. Jh. kam nochmals eine Krisenzeit. Der Doppelbesitz, rascher Besitzwechsel, Zulehenwirtschaft sowie Verödungen am Nord- und Südrand des Dorfes nahmen zu. Um 1480 waren nur 58 Häuser bewohnt. Bis zur Anlage des Hausmannstetter Urbars 1513 kam es aber zum neuen Aufschwung, insgesamt gab es damals schon wieder 76 bewohnte Häuser. Überländäcker und neue Weingärten im Umland trugen zur Stabilisierung bei. 1544–1557 dürfte zahlreiche Hörersdorfer in das reformatorische Fahrwasser gedriftet sein; geringfügig scheint im später 16. Jh. eine Abwanderung eingesetzt zu haben.
Im frühen 17. Jh. wurden am Südrand des Ortes die wiederholt öd gelegenen 2 ½ Lehen in Viertellehen aufgesplittert. 1686 wird neben 71 Häusern auch der erste (grundbücherliche) Weinkeller genannt. In den folgenden Generationen entstanden vor allem am Westrand des Dorfes an der Kante zum Ackerland eine Kellergasse. Als 1661 die Barnabiten die Pfarre übernahmen, entwickelte sich allmählich eine barock-katholische Kulturgesinnung. Für die Landwirtschaft waren neue Verödungen unausweichlich, am Südrand mutierten die Viertellehen zu „Feldlehen“ und Überländgründen. Eine kommunale „Dreifelderwirtschaft“ hat es in Hörersdorf wohl nie gegeben, es gab allerdings kommunale Einrichtungen: z. B. Stierwiese, Rosswiese und der Viehtrieb. Nach 1751 (68 Häuser) setzte am Abhang um St. Oswald eine neue Kleinhaus-Entwicklung ein, so gab es 1784 83 Häuser mit 503 Einwohnern und 1794 97 Häuser. Im Jahr 1822 wurde der Ort als Dorf mit 99 Häusern genannt, das über eine Pfarre und eine Schule verfügte. Die Herrschaft Stift Klosterneuburg besaß die Ortsobrigkeit und besorgte die Konskription. Die Landgerichtsbarkeit wurde von der Herrschaft Staatz ausgeübt und die Untertanen und Grundholde des Ortes gehörten den Herrschaften Stift Klosterneuburg, Sierndorf und Mistelbach. Bis zur Einrichtung als politische Gemeinde 1850 blieb nun die Häuseranzahl gleich.
In den letzten Tagen des Zweiten Weltkriegs wurde Hörersdorf Schauplatz kurzer Kampfhandlungen zwischen Truppen der Wehrmacht und der Roten Armee, bei denen drei sowjetische und ein deutscher Panzer abgeschossen wurden. 12 Gebäude wurden zerstört und eine Straßenbrücke gesprengt. Am 19. April 1945 wurde der Ort durch die Sowjetarmee besetzt.
Mit 1. Jänner 1972 wurden im Zuge der Niederösterreichischen Kommunalstrukturverbesserung die bis dahin selbständigen Gemeinden Eibesthal, Frättingsdorf, Hörersdorf, Hüttendorf, Kettlasbrunn, Paasdorf und Siebenhirten mit Mistelbach an der Zaya fusioniert und dabei die entstehende Gemeinde auf Mistelbach umbenannt.

## Kultur und Sehenswürdigkeiten

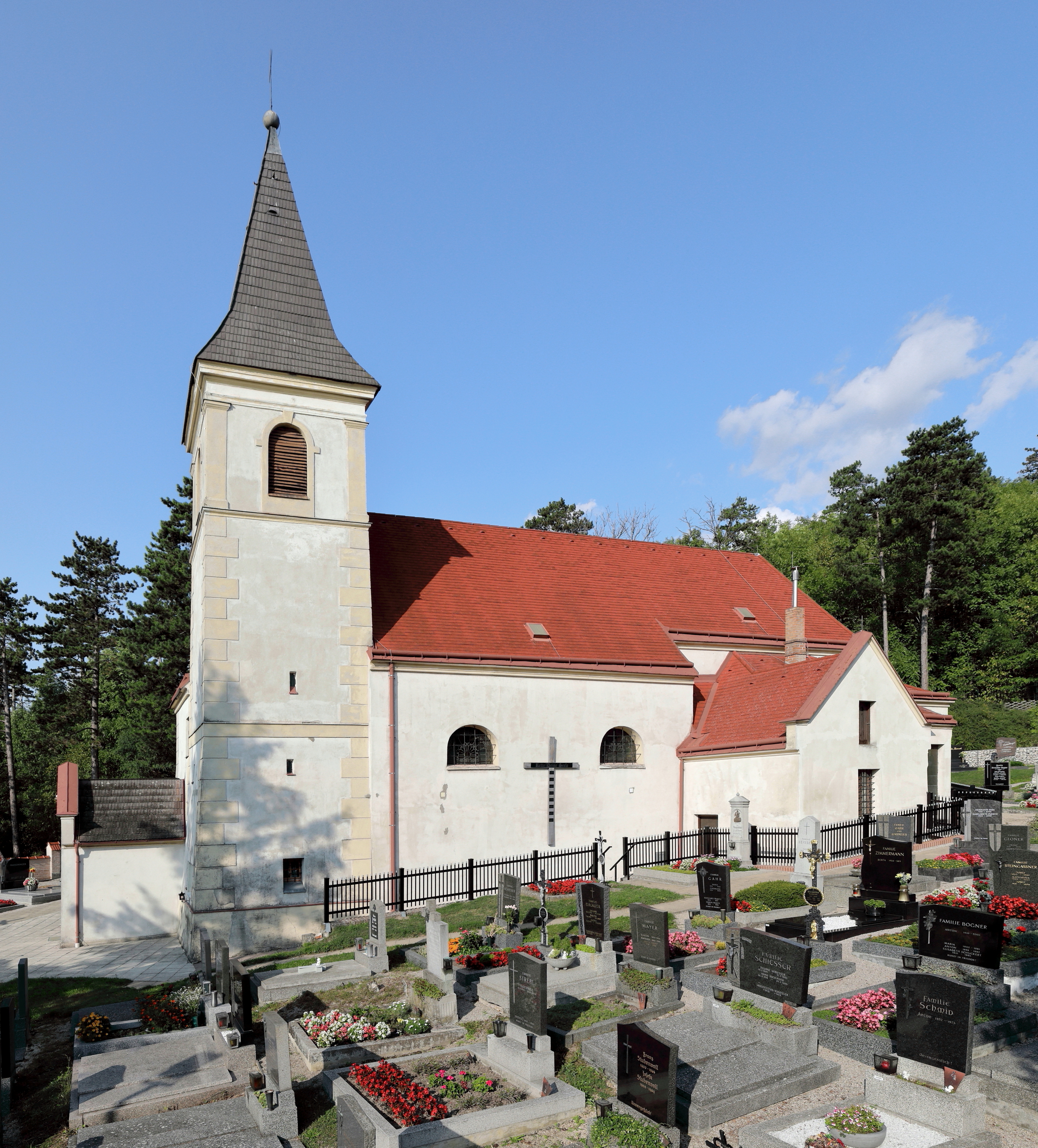
Pfarrkirche Hörersdorf

- Katholische Pfarrkirche Hörersdorf hl. Oswald

## Öffentliche Einrichtungen
In Hörersdorf befindet sich ein Kindergarten.